# Krummelsches Haus

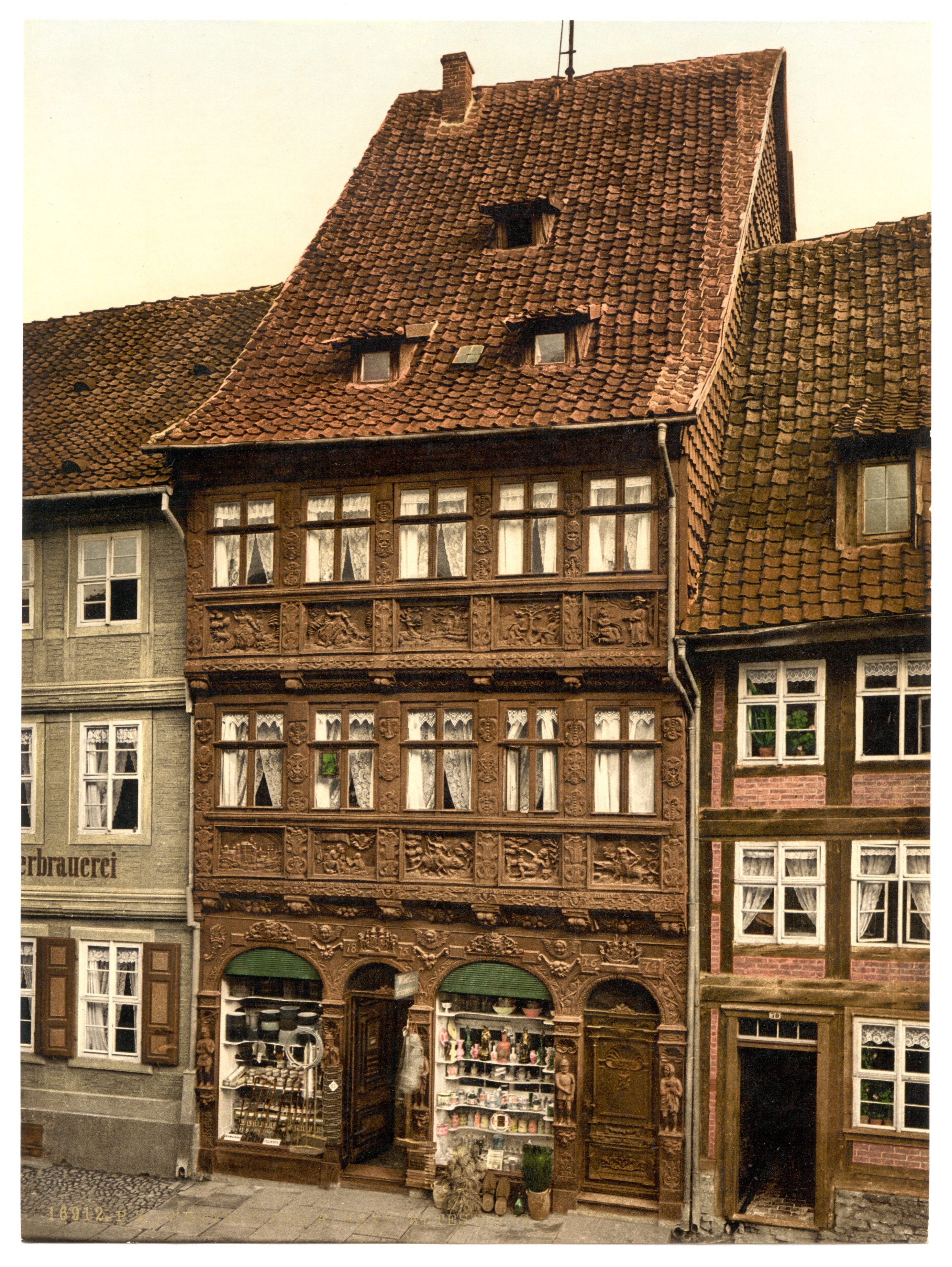
Krummelsches Haus um 1900

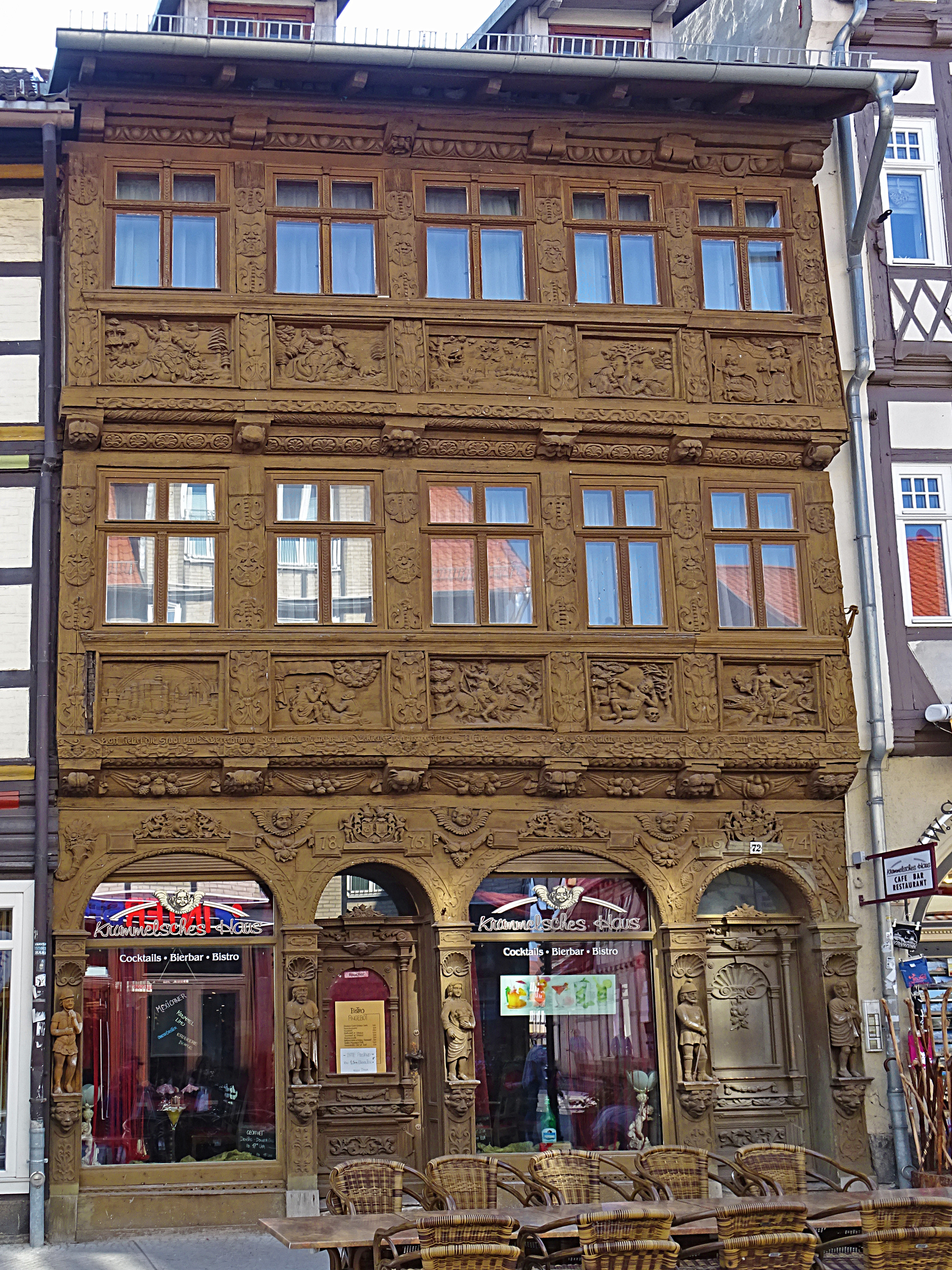
Krummelsches Haus 2020

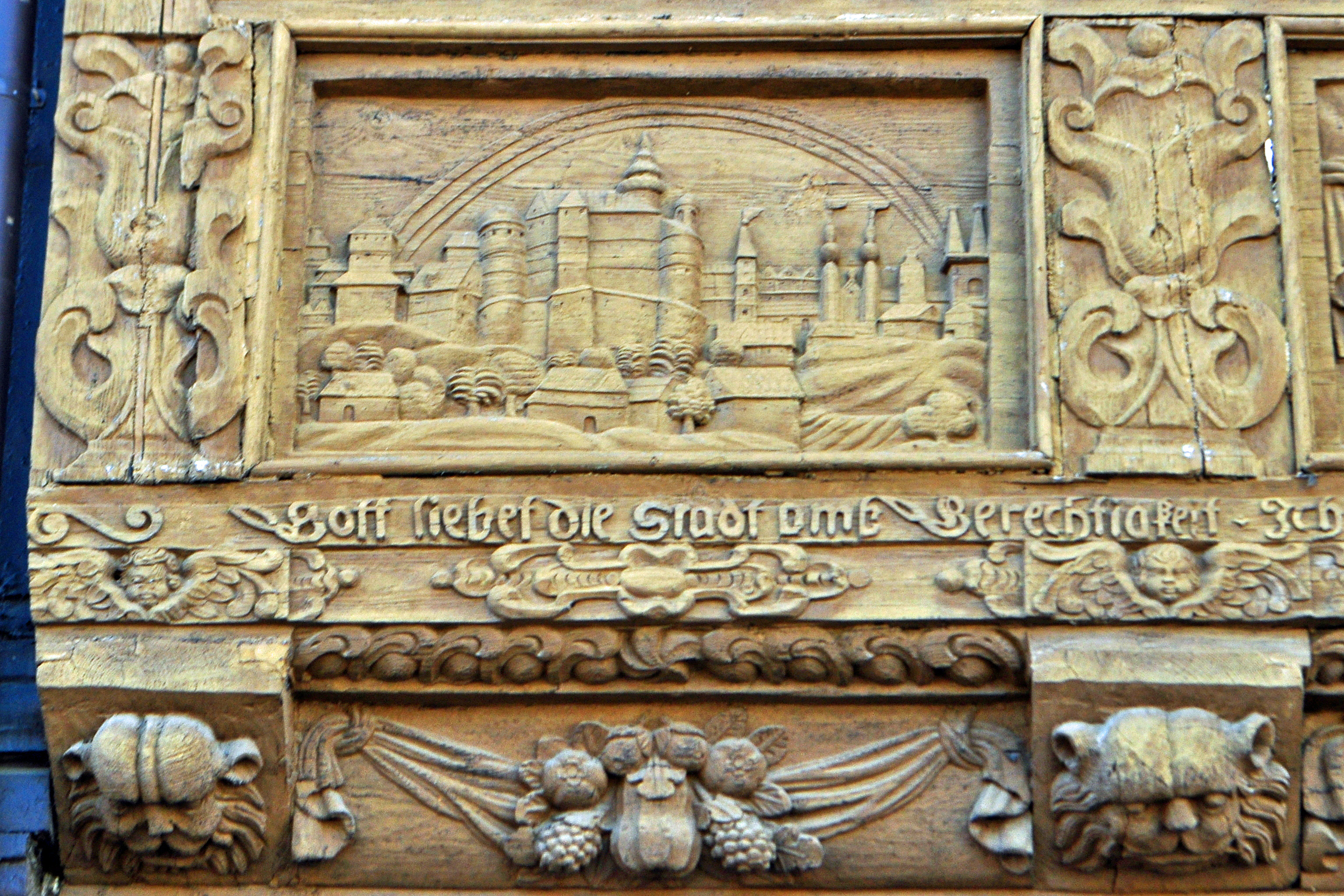
Allegorische Darstellung: Gott liebt die Stadt um Gerechtigkeit mit der Abbildung einer Stadtansicht, wohl Wernigerodes

Das Krummelsche Haus ist ein denkmalgeschütztes Haus in Wernigerode in Sachsen-Anhalt.

## Lage
Es befindet sich im östlichen Teil der Wernigeröder Innenstadt auf der Südseite der Breiten Straße an der Adresse Breite Straße 72.

## Architektur und Geschichte
Das dreigeschossige barocke Fachwerkhaus wurde im Jahr 1674 errichtet. Bauherr war der Kornhändler Henricus Krummel, auch als Heinrich Grumel benannt, dessen Name neben Anna Borchert inschriftlich vermerkt ist. Neben den Namen sind bürgerliche Wappen dargestellt. In älteren Veröffentlichungen wird das Gebäude auch als Frankenfeld´sches Haus mit der Nummer 408 der Breiten Straße bzw. Krummel-Frankenfeld´sches oder Gerlitz’sches Haus angegeben.
Die oberen Geschosse kragen jeweils vor. Die Balkenköpfe sind mit als Fratzen dargestellten Gesichtsmasken, die Füllhölzer als Stäbe gestaltet. Die Fassade ist reich verziert, die Gefache unterhalb der Fenster der Obergeschosse sind mit allegorischen Reliefdarstellungen verziert. Im obersten Geschoss befinden sich die Darstellungen der Kontinente Europa und Asien sowie die Elemente Luft und Erde und ganz rechts das religiöse Thema Thuet Busse. Im mittleren Geschoss sind die Darstellungen, Gott liebt die Stadt um Gerechtigkeit, wohl mit einer die Stadt Wernigerode zeigenden Darstellung, der unbestechliche Richter, Afrika, des Menschen Sterblichkeit und Amerika zu sehen. Die beiden Erdteile wurden hier jedoch bereits beim ursprünglichen Einfügen gegenüber der Beschriftung vertauscht. In der Zeit um 1810 wurde in der mittleren Fensterachse im Erdgeschoss ein Auslagenfenster eingebaut.
Im Jahr 1875 wurden die ursprünglich im zweiten Obergeschoss befindlichen Speicherfenster und eine Tür entfernt und durch Fenster ersetzt. Im Erdgeschoss wurde ein Ladengeschäft im Stil des Neobarock eingefügt, dessen Fassade sich an der Gestaltung der übrigen Fassade orientiert. Die Schnitzarbeiten wurden von Gustav Kuntzsch ausgeführt. Das Auslagenfenster wurde dabei entfernt. Die Veränderung der Fassade wurde in der damaligen Zeit in der Öffentlichkeit kritisiert. Mehrfach versuchten spätere Besitzer des Hauses zwischen 1906 und 1952 die bemerkenswerte Fassade des Hauses zu verkaufen, was jedoch verhindert wurde. Aufgrund der starken Verzierung der Fassade, die die Fachwerkkonstruktion verdeckt, ging man in der Vergangenheit unrichtiger Weise davon aus, dass es sich bei dem Bau nicht um ein Fachwerkhaus handelt.
Im örtlichen Denkmalverzeichnis ist das Haus unter der Erfassungsnummer 094 03267 als Wohn- und Geschäftshaus verzeichnet.